# صوقرة (الجازر)
صوقرة منطقة سكنية تقع في ولاية الجازر، التابعة لمحافظة الوسطى في سلطنة عمان. يقدر عدد سكانها بـ 568 نسمة حسب إحصاء عام 2010 التابع للمركز الوطني للإحصاء والمعلومات الحكومي. رمز المنطقة هو 110430470.

## الوصلات الخارجية
- المركز الوطني للإحصاء والمعلومات، سلطنة عمان